# Talijanska uprava za Kvarner
Talijanska uprava Kvarnera (talijanski: Reggenza Italiana del Carnaro) bila je država koju je Gabriele D'Annunzio proglasio 8. rujna 1920. u Rijeci, okupiranoj od strane odmetnutih talijanskih legionara i nakon neuspjele aneksije Italiji. Ova samoproglašena država nikad nije dobila međunarodno priznanje i u prosincu ju je zamijenila Slobodna Država Rijeka kada je nakon oružanog sukoba krajem 1920. talijanska vojska protjerala okupatore (Krvavi Božić).

## Povijest

### "Riječko pitanje"
Na kraju Prvog svjetskog rata otvara se Riječko pitanje. Rijeka (tal. Fiume) - ranije dio Ugarskih zemalja, s većinskim talijanskim stanovništvom (manje od 60%) te hrvatskim i srpskim (24%), slovenskim (6%), mađarskim (13%) i njemačkim stanovništvom - postaje objekt teritorijalnih pretenzija Kraljevine Italije i novoformirane Kraljevine Srba, Hrvata i Slovenaca: dva riječka iredentistička Narodna vijeća (hrvatsko i talijansko) proglašavaju aneksiju Rijeke svojim 'matičnim državama' (Madre patria).
Na Pariškoj mirovnoj konferenciji (1919.) raspravljalo se o budućnosti Rijeke koja je u sastavu Ugarske imala status "corpus separatuma" nezavisan od okolnih država (Austrijskog primorja i ugarske Hrvatske i Slavonije). za koju se zahtijevao nezavisan status (Woodrow Wilson). Italija je prema Londonskom ugovoru iz 1915. odmah po raspadu Austro-Ugarske 1918. pripojila najveći dio Julijske krajine, ali ne i Rijeku (vojska se zaustavlja na povijesnoj zapadnoj granici Rijeke), koja joj prema tom ugovoru nije pripadala. Iz tog razloga saveznike jedinice Antante (SAD, Velika Britanija, Italija i Francuska) uspostavljaju 16. studenoga 1918. vojnu upravu nad Rijekom i Sušakom. U međuvremenu u Italiji slijedi vladina kriza kada premijera Orlanda zamjenjuje Francesco Saverio Nitti koga uskoro optužuju za "osakaćenu pobjedu" Italije (tal. vittoria mutilata).
Zbog odluke o mogućoj predaji Rijeke na Pariškoj mirovnoj konferenciji D'Annunzijevi Arditi 12. rujna 1919. zauzimaju grad i prisiljavaju američke, britanske i francuske okupacijske snage na povlačenje. Iako su D'Annunzijeve pristaše smatrale da će Italija pripojiti Rijeku, to se nije dogodilo. Italija je umjesto toga započela blokadu Rijeke zahtijevajući od pobunjenika predaju.
Nakon toga je D'Annunzio proglasio Talijansku upravu za Kvarner s ustavom koji je sadržavao mnoge elemente kasnijeg talijanskog fašizma i u kojem je on dobio titulu vođe (duce). Budući da D'Annunzio nije priznavao Rapalski ugovor, najavio je rat Italiji. Na kraju je predao grad u prosincu 1920. nakon bombardiranja talijanske mornarice (Krvavi Božić).

### D'Annunzijeva okupacija Rijeke

##### Pripreme
U proljeće 1919. Gabriele D'Annunzio se je našao u Rimu gdje održava niz sastanaka u cilju aneksije Rijeke Italiji na kojim se okuplja sve veći broj ratnih povratnika i mladih. Ova kampanja je počivala na mitu o "osakaćenoj pobjedi" Italije, tj. na revanšističkoj koncepciji aneksije Italiji gotovo čitave istočne jadranske obale unatoč činjenici da na tom području živi većinsko slavensko stanovništvo (nakon Rijeke, prema jugu su jedino u Zadru Talijani bili većina).
U travnju 1919. riječki iredentist Giovanni Host-Venturi i radikalni nacionalist Giovanni Giuriati formiraju paramilitarnu miliciju sastavljenu od nacionalističkih dobrovoljaca koji doprinose usijanju atmosfere u Rijeci na proljeće i ljeto. Tako od 29. lipnja dolazi do krvavog sukoba tih paramilitarnih snaga potpomognutih nekim dijelovima talijanske vojske s navodno filojugoslavenskom francuskom vojskom (sastavljenom od vojnika iz francuske kolonije u Indokini) nazvanim "Vespri fiumani", koji su trajali do 6. srpnja 1919. i u kojima je ubijeno devet francuskih vojnika. Formirana je međusaveznička komisija koja odlučuje raspustiti Riječko narodno vijeće (Consiglio Nazionale Fiumano) i povlačenje sukobljenih strana. Tako najviše politizirani neki bataljoni Sardinijskih grenadira moraju napustiti Rijeku 25. kolovoza okićeni iredentističkim transparentima. Smještaju se u mjestu Ronchi di Monfalcone. Tada sedam oficira šalje D'Annunziju poziv da podrži talijansku iredentističku borbu za Rijeku:
Sardinijski grenadiri Vam govore. Rijeka kroz njihova usta govori (...) Mi smo se zakleli na uspomenu na sve poginule za ujedinjenu Italiju: Rijeka ili smrt! i održat ćemo je jer grenadiri imaju samo jednu vjeru i samo jednu želju... (iz pisma upućenog d'Annuniju od nekih oficira Sardinijskih grenadira)
30, VI. 1919. d'Annunzio dobiva zahtjev za podrškom od jedne riječke delegacije. U međuvremenu nacionalisti i vojnici organiziraju mrežu volontera spremnih na primjenu sile.

##### Okupacija
Riječki pothvat (Impresa di Fiume) je naziv talijanske historiografije za d'Annunzijevu okupaciju Rijeke.
Mitoman (častohlepan) po karakteru i uspješan propagator d'Annunzio prihvaća ponudu i početkom rujna garantìra urotnicima da će 7. IX. 1919. doći u Ronche kako bi upravljao povratak grenadira u Rijeku. Velike sumnje izaziva iznenadna influenca koja ga prisiljava da dođe tek 11. rujna. Prije nego kreće d'Annunio obavještava jednog od glavnih podupiratelja pobune: Benita Mussolinija, direktora novina Il Popolo d'Italia (Narod Italije) i osnivača Fasci italiani di combattimento ("Talijanski borbeni fasci").
Dragi moj druže, kocka je bačena. Sada krečem. Sutra ću s oružjem uzeti Rijeku. Bog Italije nam pomaže. Dižem se iz kreveta u temperaturi. Nije moguće odgoditi. Još jednom će duh nadvladati tijelo... Žestoko podržite našu stvar za vrijeme sukoba. Grlim Vas... Pismo D'Annunzia Mussoliniju 11. XI. 1919.
D'Annunzio stiže u Ronche u pratnji poručnika Guida Kellera i alpskog oficira Cornelia Andersena koji otima oklopna vozila za prijevoz trupa. Komandant grenadira, major Carlo Reina je uz D'Annunzia upravljajući kolonu odmetnika za Rijeku. U zoru 12. rujna na putu prema Rijeci pridružuju im se bersaljeri, konjanici i Arditi, kojima pristupaju paramilitarne jedinice fašiste Host-Venturija.
Prešavši granicu Rijeke, ignorirajući pozive na disciplinu vojnog guvernera Rijeke Vittorija Emanuelea Pittaluge, D'Annunzio s oko 2.500 legionara ulazi u grad, a popodne se namjestio na balkonu Guvernerove palače i pompozno proglašava aneksiju Rijeke Italiji:
Talijani Rijeke! Kukavičkom i ludom svijetu: Rijeka je od danas u znaku slobode, ludom i kukavičkom svijetu, samo je jedna istina: ovo je Rijeka; samo je jedna ljubav; a to je Rijeka! Rijeka je kao svjetionik na moru, na moru niskosti... Ja vojnik, ja dobrovoljac, ja kažnjen u ratu, vjerujem da tumačim volju svog zdravog naroda Italije proglašavajući aneksiju Rijeke.
Ove patetične riječi D'Annunzija kao da predisponiraju svu lažnu i militantnu retoriku fašizma i nacizma. 'Sveti Ulazak' sintagma je kojom ovaj prototip fašizma naziva ovu okupaciju aludirajući na ulazak Mlečana u Zadar 1409. D'Annunzio umješno vodi propagandu, kako svjedoči Marinetti u svom dnevniku, svaka riječka ulica je imala velike transparente s natpisom Ili Italija ili smrt!, a isto tako konzervativna američka štampa puna je panegirika D'Annunzijevom činu i uljepšanih hedonističkih slika života u Rijeci za vrijeme okupacije.
Slabe jedinice Francuza i Engleza izbjegavaju se miješati kako ne bi povećali rizik od sukoba. Sljedećih tjedana ostale regularne talijanske vojne jedinice s granice se pridružuju odmetnicima pa se procjenjuje da je Rijeka pod okupacijom od 8.000 do 9.000 vojnika što dođe jedan vojnik na 7 stanovnika Rijeke. D'Annunzio formira Zapovjedni kabinet na čije čelo postavlja Giovanija Giuratija. 10. X. sindikat Film (Talijanska federacija radnika na moru) upućuje u Rijeku brod Persia, nakrcan oružjem i municijom po naredbi nacionalističkog sekretara tog sindikata.

##### Reagiranje talijanske vlade
Talijanskoj vladi predvođenoj premijerom Francescom Saveriom Nittijem nikako nije odgovarala ovakva okupacija Rijeke i naređuje privremenom komesaru za Julijsku krajinu, generalu Pietru Badogliu da uguši pobunu, pa on šalje avion koji nad Rijekom baca proglase u kojima se naređuje pobunjenicima da se vrate u svoje jedinice proglasivši dezerterima sve koji nastave s okupacijom Rijeke.
Badogliov ultimatum nije postigao značajnije rezultate pa Nitti odlučuje uvesti embargo spriječivši dostavu hrane odmetnicima, a jedino će stanovništvo biti opskrbljeno preko Crvenog križa, Unatoč tome, d'Annunzio odmah proglašava blokadu sramotnom optužujući Nittija da "izgladnjuje djecu i žene" pozvavši sve saveznike u Italiji da skupljaju sredstva za ovaj pothvat. 16. IX. šalje pismo koje objavljuje 20.IX. Mussolinijev list Narod Italije i počinje skupljati novac. Skupljena je svota od 3 milijuna lira od čega je 857.842 lire doznačene d'Annunziju, a ostatkom je, uz njegovu privolu, Mussolini financirao skvadriste (fašistički borbeni odredi) u Milanu. 
26. X. u Rijeci se održavaju izbori za gradsko vijeće kada se prvi put pojavljuje Lista za aneksiju Italiji koju je predvodio Riccardo Gigante. S velikom sumnjom u regularnost ovih izbora ta lista pobjeđuje sa 77% glasova te Gigante 26. XI. postaje gradonačelnik Rijeke.
Plebiscit za Modus vivendi. Kako bi se mirno riješila kriza, sredinom listopada talijanski premijer Nitti zadužuje generala Badoglia da pokrene direktne pregovore s d'Annunzijom i njegovim predstavnicima s ciljem da se nađe kompromisno rješenje. 23. XI. talijanska vlada dostavlja d'Annunziju prijedlog (nazvan Modus vivendi) po kome se talijanska vlada zadužuje da spriječi aneksiju Rijeke Jugoslaviji (čime se najavljuje stvaranje tampon države). D'Annunzio odbija tu ponudu zahtijevajući direktnu aneksiju Italiji, ali po noći Riccardo Zanella, obljepljuje zidove grada s tekstom ponude Vlade kako bi postigao da građani budu upoznati i uključeni u odlučivanje. Na pridodanom plakatu objašnjava:
... Građani! Ako odbijete ove prijedloge, vi ćete na nepopravljiv način kompromitirati grad, vaše ideale, vaše najvitalnije interese. Odlučite! Odlučite vi koji ste sinovi i svoje gazde i gazde Rijeke i ne dozvolite, ne tolerirajte da drugi zloupotrebljavaju u vaše ime, vaše pravo i više interese Italije i Rijeke.
15. XII. Nacionalno vijeće grada Rijeke prihvaća prijedlog talijanske vlade s 48 glasova za i 6 protiv. To što je bilo prihvatljivo građanima nije i legionarima koji se suprotstavljaju odluci Vijeća i vrše pritisak na članove zlostavljajući one najumjerenije što s očitom naklonošću tolerira D'Annunzio da je čak i nacionalistička novina La Vedetta d'Italia bila zatvorena na nekoliko dana pa se odlučilo da se građani na plebiscitu opredijele za odluku Vijeća od 15. XII. ili za soluciju D'Anninzija i legionara, tj. za okupaciju do aneksije.
Istu večer na dan glasanja, kod prebrojavanja glasova pokazuju se izrazito nepovoljni rezultati za d'Annunzija pa legionari prekidaju prebrojavanje i zapljenjuju glasačke kutije. D'Annunzio to koristi kako bi poništio plebiscit.

##### Otpor D'Annunziju
Takva odluka D'Annunzija o poništenju plebiscita je bila neprihvatljiva i za njegove najbliže suradnike pa se tako Giovanni Giurati povlači s funkcije šefa Kabineta s obrazloženjem: Došao sam u Rijeku da obranim vjekovnu slobodu ove zemlje, a ne za silovanje i gušenje sloboda (iz pisma D'Annunziju).
Nakon toga general Badoglio se povlači od pregovora, a na njegovo mjesto dolazi Enroco Caviglia. Giuratija zamjenjuje Alceste de Ambris, bivši revolucionarni sindkalista koji poput bivšeg socijaliste Mussolinija potpuno mijenja svoje stavove. De Ambris je bio na čelu skupine pobunjenih talijanskih mornara koji su ustupili svoj brod d'Annunziju. A Comandante D'Annunzio nastavlja sa svojim rastrošnim životom na svom 'feudu'.
Filippo Turatti, član PSI, tih dana piše: Jadan Nitti proklamira republiku Rijeku,.. Rijeka je postala bordel, recept za kriminal i više manje ''high-life'' prostitutke. Nitti mi je govorio o izvjesnoj markizi, koja pozira odjevena kao arditkinja s bajunetom. Sve to ne može kazati Parlamentu zbog časti Italije.
U samoj Rijeci oficiri kraljevske vojske Italije u sastavu međunarodnih snaga s tegobom promatraju novu situaciju, tako da i general Caviglia misli iskoristiti unutarnji sukob između monarhista i republikanaca, a pored toga ovakve odluke D'Annunzija izazivale su sumnje i polemike. U ožujku 1920. pljačka nekih trgovca od strane legionara izaziva bijes kapetana karabinjera Rocca Vadalà, koji zahtijeva od D'annunzija raskid obaveza i napušta grad, a nakon početnog otpora pridružuju mu se i ostali redari i neki odmetnuti vojni oficiri.
22. IV. autonomaši Riccarda Zanelle, neprijateljski raspoloženi prema d'Annunzijevim legionarima, uz podršku riječkih socijalista, proglašavaju generalni štrajk.
Nakon toga je D'Annunzio proglasio Talijansku upravu za Kvarner s ustavom koji je sadržavao mnoge elemente kasnijeg talijanskog fašizma i u kojem je on dobio titulu vođe (Comandante). Budući da d'Annunzio nije priznavao Rapalski ugovor i formiranje Slobodne Države Rijeke najavio je rat Italiji. Na kraju je predao grad 29. XII. 1920. nakon bombardiranja talijanske mornarice ('Krvavi Božić').

### ProglašenjeReggenze
U proljeće i ljeto 1920. međunarodni pregovori dovode do rješenja za Rijeku, a to je transformacija grada i okolice u Samostalnu državu. Projekt se temeljio na vjekovnoj autonomiji koju je Rijeka imala pod Habsburgovcima te kao sastavni dio ugarske krune.
D'Annunzijevi okupatori žele preduhitriti stvaranje Slobodne države pa smišljaju svoju tvorevinu te 12. VIII: (po nekim povjesničarima 8. IX.) 1920. proglašavaju Rijeku 'nezavisnom' državom u čekanju da bude anektirana Italiji nazvavši ovu provizornu tvorevinu "Reggenza Italiana del Carnaro-Talijanska uprava Kvarnera".
Kao i svi radikalni nacionalisti svijeta i ovaj poeta iskazuje svoj barbarski primitivizam svojom netrpeljivošću prema kulturno-povijesnoj posebnosti Rijeke pa tako, osiim vandalskog čina dekapitacije riječkog orla na Gradskom tornju, zamjera Riječanima što ne govore 'in lingua' (književnim jezikom) već koriste fijumanski dijalekt te drsko se odnosi prema fijumanskim toponimima te Quarnero mijenja u 'talijanskije' Carnaro, a Fiumara (Rječina) postaje fiume Eneo, a čak mu smeta i najuspješniji riječki gradonačelnik Giovanni Ciotta kome briše naziv njegove ulice (isto ponovljeno 1954. u procesu 2. vala kroatizacije Rijeke). Za njegove vladavine ignorira se povijesna riječka zastava koja je simbol autonomije pa otud i ovaj njegov krojački zahvat zastave ove njegove tvorevine.
Kako bi izbjegao svaku opoziciju autonomaša pa i gradskih vlasti sve neprijateljskije prema okupatorimai, d'Annunzio proglašava novu državu kako bi imao potpunu vlast nad gradskom upravom te na jednom skupu s balkona Guvernerove palače 12. VIII. govori svojim pristašama:
Vaša pobjeda je u vama... Tražim od Grada Života jedan čin života. Utemeljimo u talijanskoj Rijeci, u Istočnoj Marki Italije (Marca Orientale d'Italia), Slobodnu Državu Kvarnera...
Formirane institucije Reggenze dozvoljavale su d'Annunzijevoj vojnoj komandi potpunu kontrolu grada. Ustvari radilo se o diktaturi. Sveukupno sagledavši cjelokupno djelovanje i način vladanja, D'Annunzija se često smatra prethodnikom ideja i metoda talijanskog fašizma.
Vladu je činio "Consiglio dei Rettori" (Vijeće rektora), imenovano od suradnika i pristaša d'Annunzija: -unutarnji poslovi i sudstvo Icilio Bacci, - vanjski poslovi Gabriele D'Annunzio, - obrana Giovanni Host-Venturi, -financije Maffeo Pantaleoni, - privreda Luigi Bescocca, - rad Clemente Marassi, - obrazovanje Lionello Lenaz. Ovakvo Vijeće pokušava normalizirati gradski život, ali ne provodi nikakvu reformu.
Reggenza je službeno imala ustav (Carta del Carnaro - Kvarnerska povelja), Ustav nije nikad primijenjen, napisan je samo za javnost. Pored neprikosnovenog vojnog autoriteta legionara, važili su tradicionalni gradski zakoni.

## Ustav (Kvarnerska povelja)
Ustav Talijanske uprave za Kvarner (poznat kao Kvarnerska Povelja, ili Carta del Carnaro na talijanskom) bio je spoj liberlanih, anarhističkih, korporativističkih i demokratskih republikanskih ideja, pomalo dadaističkih, ali i jako napredan i ambiciozan za svoje doba.
D'Annunzija se često smatra prethodnikom ideala i metoda talijanskog fašizma. Ovaj ustav je D'Annunzio napisao zajedno s anarhosindikalistom Alcesteom De Ambrisom koji je napravio politički i pravni okvir ovog dokumenta, dok ga je D'Annunzio pjesnički uljepšao. Uz preambulu, prema kojoj je glazba osnovni princip države, ustav je, primjerice, predviđao ravnopravnost spolova, toleranciju religije i ateizma, temeljit sistem socijalne i zdravstvene zaštite, staračku skrb, te udruživanje građana u deset interesnih staleža - uz koje je u budućem parlamentu trebao biti zastupljen i jedanaesti, mistični, okupljen oko “nepoznatog genija”, za kojeg je na tadašnjem Danteovu trgu (danas Trg Republike Hrvatske) gorjela vječna vatra.
Zakonodavna vlast sastojala se od dva doma (Consiglio degli Ottimi i Consiglio dei Provvisori), čije bi zajedničke sjednice (Arengo del Carnaro) odlučivale o stranim sporazumima, dopunama ustava i imenovanju diktatora u slučaju nužde. Ustavom je kao glavnom načelu države određena "glazba".

## Nasljedstvo
Anarhistički mislitelj Hakim Bey, u svom legendarnom eseju T.A.Z. (1985), o privremenim autonomnim zonama, opisuje Upravo za Kvarner i njezin Ustav kao "posljednju piratskih utopiju (ili prvi moderni primjer takve utopije), tj "prvi moderni TAZ".

## Poveznice
- Povijest Rijeke
- Krvavi Božić
- Slobodna Država Rijeka
- Nacionalizam
- Talijanski iredentizam
- Oružane snage Rijeke